# لانگهوپ
لانگهوپ (به انگلیسی: Longhope) یک روستا و محله مدنی در بریتانیا است که در Forest of Dean واقع شده‌است. لانگهوپ ۱٬۴۸۹ نفر جمعیت دارد.